# BSE Sensex
De BSE Sensex is de belangrijkste aandelenindex van India.

## Samenstelling
De naam staat voor Bombay Stock Exchange Sensitive Index. De index bestaat uit de dertig grootste, meest verhandelde aandelen van financieel gezonde bedrijven genoteerd aan de effectenbeurs van Bombay. Allen bedrijven die meer dan zes maanden dagelijks zijn verhandeld op de beurs komen voor de index in aanmerking.
Het is een marktkapitalisatiegewogen index en bij de berekening van de individuele gewichten wordt ook rekening gehouden met de free float. De index vertegenwoordigd zo'n 40% van de totale marktkapitalisatie van alle aandelen genoteerd aan de beurs. De samenstelling van de index wordt onregelmatig aangepast door de beursautoriteiten.
De belangrijkste sector binnen de index is de financiële sector gevolgd door de sector Informatietechnologie. Het grootste bedrijf, HDFC Bank, heeft een gewicht van 12% in de index en de top 10 maken gezamenlijk iets meer dan 60% van de index uit per eind februari 2024.

## Rendementen
In 1986 werd deze index gelanceerd en de startkoers van 100 punten is gebaseerd op de stand van de index teruggerekend op 1979.
| Jaar | Eindstand in punten | Mutatie in punten | Mutatie (Price return) | idem Total return |
| ---- | ------------------- | ----------------- | ---------------------- | ----------------- |
| 1979 | 118,76              |                   |                        |                   |
| 1980 | 148,25              |                   |                        |                   |
| 1985 | 527,36              |                   |                        |                   |
| 1990 | 1.048,25            |                   |                        |                   |
| 1995 | 3.110,49            |                   |                        |                   |
| 2000 | 3.972,12            |                   |                        |                   |
| 2001 | 3.262,33            | −709,79           | −17,9%                 |                   |
| 2002 | 3.377,28            | 114,95            | 3,5%                   |                   |
| 2003 | 5.838,96            | 2.461,68          | 72,9%                  |                   |
| 2004 | 6.602,69            | 763,73            | 13,1%                  |                   |
| 2005 | 9.397,93            | 2.795,24          | 42,3%                  |                   |
| 2006 | 13.786,91           | 4.388,98          | 46,7%                  |                   |
| 2007 | 20.286,99           | 6.500,08          | 47,2%                  |                   |
| 2008 | 9.647,31            | −10.639,68        | −52,4%                 | −51,8%            |
| 2009 | 17.464,81           | 7.817,50          | 81,0%                  | 83,3%             |
| 2010 | 20.509,09           | 3.044,28          | 17,4%                  | 19,1%             |
| 2011 | 15.454,92           | −5.054,17         | −24,6%                 | −23,6%            |
| 2012 | 19.426,71           | 3.971,79          | 25,7%                  | 28,0%             |
| 2013 | 21.170,68           | 1.743,97          | 9,0%                   | 10,7%             |
| 2014 | 27.499,42           | 6.328,74          | 29,9%                  | 31,9%             |
| 2015 | 26.117,54           | −1.381,88         | −5,0%                  | −3,7%             |
| 2016 | 26.626,46           | 508,92            | 2,0%                   | 3,5%              |
| 2017 | 34.056,83           | 7.430,37          | 27,9%                  | 29,6%             |
| 2018 | 36.068,33           | 2.011,50          | 5,9%                   | 7,2%              |
| 2019 | 41.253,74           | 5.185,41          | 14,4%                  | 15,7%             |
| 2020 | 47.751,33           | 6.497,59          | 15,8%                  | 17,2%             |
| 2021 | 58.253.82           | 10.502,49         | 22,0%                  | 23,2%             |
| 2022 | 60.840,74           | 2.586,92          | 4,4%                   | 5,8%              |
| 2023 | 72.240,26           | 11.399,52         | 18,7%                  | 20,3%             |
| 2024 | 78.139,01           | 5.898,75          | 8,2%                   |                   |